# Мерсер (Вісконсин)
Мерсер (англ. Mercer) — місто (англ. town) в США, в окрузі Айрон штату Вісконсин. Населення — 1649 осіб (2020).

## Демографія
Згідно з переписом 2010 року, у місті мешкало 1407 осіб у 699 домогосподарствах у складі 450 родин. Було 2065 помешкань
Расовий склад населення:
| - 98,6 % — білих - 0,6 % — азіатів - 0,4 % — корінних американців |

До двох чи більше рас належало 0,3 %. Частка іспаномовних становила 0,4 % від усіх жителів.
За віковим діапазоном населення розподілялося таким чином: 12,2 % — особи молодші 18 років, 55,4 % — особи у віці 18—64 років, 32,4 % — особи у віці 65 років та старші. Медіана віку мешканця становила 56,6 року. На 100 осіб жіночої статі у місті припадало 104,2 чоловіків;  на 100 жінок у віці від 18 років та старших — 104,3 чоловіків також старших 18 років.
Середній дохід на одне домашнє господарство  становив 55 865 доларів США (медіана — 44 792), а середній дохід на одну сім'ю — 68 963 долари (медіана — 55 625). Медіана доходів становила 38 750 доларів для чоловіків та 29 097 доларів для жінок. За межею бідності перебувало 10,6 % осіб, у тому числі 17,5 % дітей у віці до 18 років та 2,3 % осіб у віці 65 років та старших.
Цивільне працевлаштоване населення становило 620 осіб. Основні галузі зайнятості: освіта, охорона здоров'я та соціальна допомога — 20,2 %, мистецтво, розваги та відпочинок — 15,6 %, виробництво — 10,2 %, науковці, спеціалісти, менеджери — 8,5 %.